# ساندرو گیانی
ساندرو گیانی (ایتالیایی: Sandro Ghiani؛ زادهٔ ۱۲ اوت ۱۹۵۲) بازیگر اهل ایتالیا است.
از فیلم‌ها یا برنامه‌های تلویزیونی که وی در آن نقش داشته‌است، می‌توان به انجیرتیغی، پیرینوی باحال، من زامبی، تو زامبی، او زامبی، به زور مال من، شور عشق، با ببرها بازی نکنید، بارتالی: مرد آهنین، شکر، عسل و فلفل، آس، یک ماجرای ایدئال، شیرین‌بیان، رام کردن زن سرکش و به خانه برگرد گری اشاره کرد.